# Karmelitinnenkloster Bärnbach

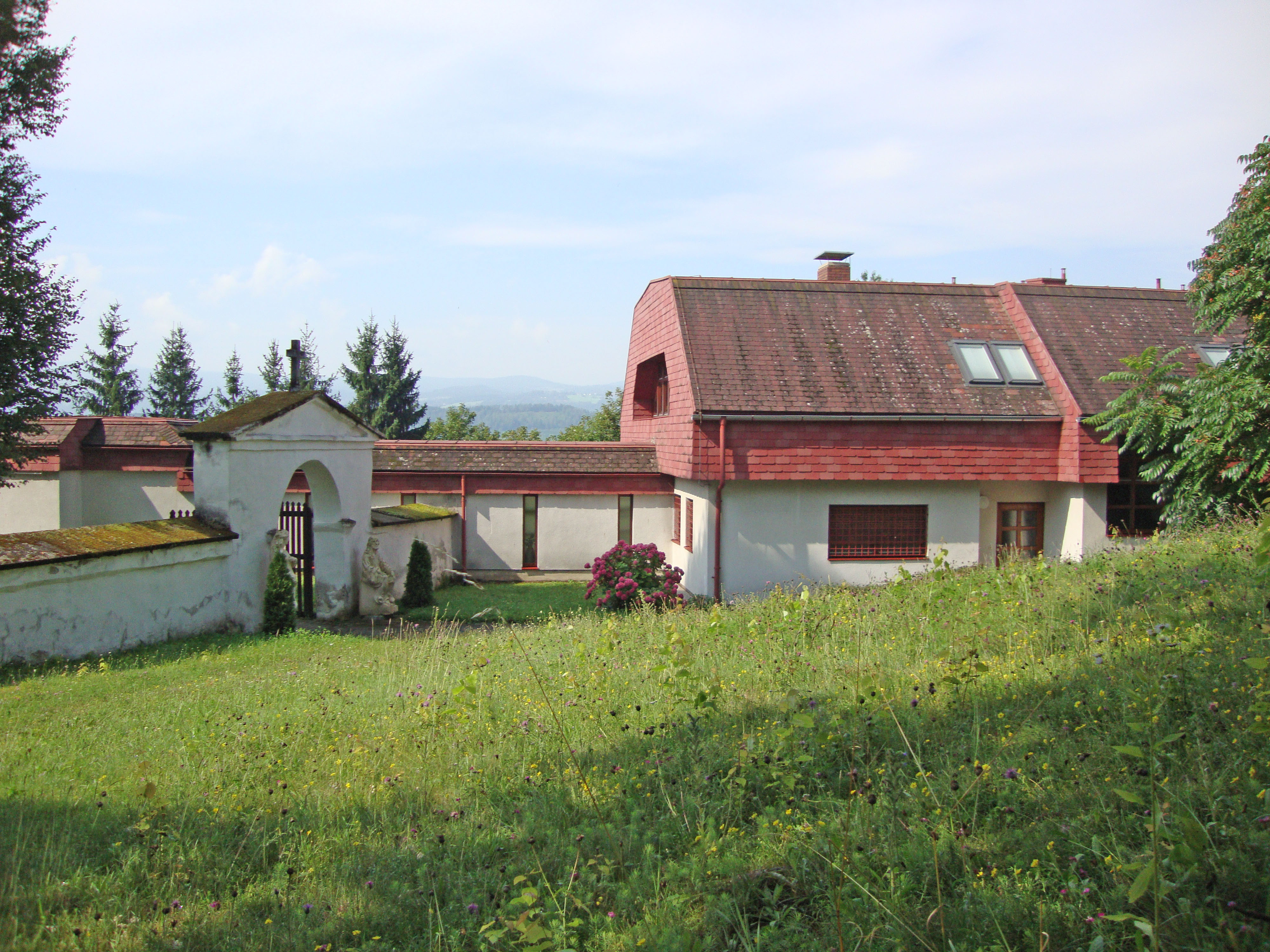
Kloster Bärnbach am Heiligen Berg

Das Karmelitinnenkloster Bärnbach ist ein Kloster der Unbeschuhten Karmelitinnen in Bärnbach, Steiermark, in der Diözese Graz-Seckau in Österreich. Es trägt das Patrozinium zum Heiligen Kreuz, weshalb das Kloster auch Heilig-Kreuz-Karmel genannt wird.

## Geschichte
Der Heilig-Kreuz-Karmel wurde 1975 vom Mutterkloster, dem Herz-Marien-Karmel in Mariazell, gegründet. Federführend für die Neugründung wirkten die wiederholten Bittgesuche des Pfarrers von Bärnbach, Friedrich Zeck, der ab 1972 vom Mariazeller Karmel diese Gründung erbat. Parallel dazu bewog Johann Weber als Diözesanbischof von Graz-Seckau den Ordensgeneral der Unbeschuhten Karmeliten während einer Romreise im Juni 1974 zur Erlaubnis für die Klostergründung im weststeirischen Industriegebiet.
Das Klostergebäude wurde 1975/76 aufgrund großzügiger finanzieller und tatkräftiger Unterstützungen binnen 18 Monaten nach Plänen von Fridrun Hussa am Heiligen Berg in Bärnbach auf den Mauern eines verfallenen Gasthauses nördlich der Filialkirche Hll. Joachim und Anna errichtet und mit dieser über einen Gang verbunden. Zugleich wurde die Hl.-Berg-Kirche renoviert und für ihre neue Bestimmung als Klosterkirche adaptiert. Die feierliche Grundsteinlegung des Karmels fand am 23. März 1975, einem Palmsonntag, durch den Apostolischen Nuntius in Österreich, Opilio Rossi, statt. Am 12. September 1976 folgte durch Bischof Weber die Glockenweihe und Klosterweihe, zu der die sechs Gründungsschwestern, einige Mitschwestern aus Mariazell sowie circa 8000 Gläubige anreisten.
2021 lebten acht Schwestern im Karmel Bärnbach.